# Megan Young
Megan Lynne Young (Alexandria, Virginia, 1990. február 27. –) Fülöp-szigeteki-amerikai színésznő, modell, TV műsorvezető és szépségkirálynő. Megnyerte a Miss World Philippines címet és később megkoronázták, mint Miss World 2013 Baliban, Indonéziában. Ő az első Fülöp-szigeteki, aki elnyerte a Miss World címet. Young egykori tagja az ABS-CBN-nek és színészi szerződést kötött a GMA csatornával. Ő Lauren Young, színésznő nővére.

## Életrajz
Young Alexandriában, Virginiában született, édesanyja Fülöp-szigeteki Victoria Talde, édesapja III. Calvin Cole Young, amerikai származású. A Young család elköltözött Olongapo városba, a Fülöp-szigetekre, amikor ő 10 éves volt. A középiskolai tanulmányait a Regional Science High School iskolában végezte 2002 és 2005 között. Ezután elköltözött Manilába, hogy beindítsa színészi karrierjét. Még jelenleg is tevékenykedik az AB Digital Stúdióban, Manilában.

## Karrier

### 2004-2007: Kezdeti színészi karrier a GMA-nál
Young első betörése a showbizniszbe a StarStruck második évadában történt, ahol az első hat hely között végzett. Az első színészi szerepét a GMA-nál a Love to Love: Love Ko Urok-ban kapta, ahol Meg szerepét játszotta. Ezután Anna szerepét játszotta az Asia Treasures című filmben, majd egy tündért alakított a Mga Kuwento ni Lola Basyang-ban.

### 2007-2015: Átszerződés az ABS-CBN-hez
Több, mint két év után szerződést kötött a ABS-CBN-nel ezzel testvérét követve. Ő az első StartStruck felfedezett, aki átszerződött a GMA riválisához. Itt először a Star Magic Presents-ben szerepelt. A Kokey című filmben szintén játszott, Shane-t alakította. Akkor vált igazán híressé, amikor celeb tagként megjelent a Pinoy Big Brother celeb változatának második évadában. A PBB után ő alakította a gonosz Marcelát az I love Betty La Fea újra dolgozásában. 2009-ben Megan volt ez egyike a négy bemutatott műsorvezetőnek az újraindított Fülöp-szigeteki Csatornán. A Studio 23-ban is tevékenykedett különböző műsorok alkalmi házigazdájaként. 2012-ben sikerült igazán feltörnie vezető színészként Hiyasban. 2013-ban szerepelt a TV5 drámáiban, a Never Say Goodbye és a Misibis Bay című sorozatokban. Young ugyancsak szerepelt néhány filmben is, mint például a The reunion című filmben Toyangot alakította.

### 2015-Mostanáig: Visszatérés a GMA-hoz
2015 márciusában újra a GMA-hoz szerződött a Kapuso Network projekthez csatlakozva. Egy mexikói sorozatban ő játszhatta a címszereplőt, MariMart. Itt együtt szerepelt Tom Rodriguezzel, aki a szerelmét alakította, Sergiot. Érdekes módon a testvére, Lauren Young is szerepelt a TV műsorban, MariMar ellenségét játssza, Antoniát. Ez volt a második közös projektjük a Star Magic után.
Megan az egyik házigazdája a Starstruck tehetségkutató műsor 6. szériájának, ami megalapozta a karrierjét színészként. A DingDong Dantes showban ő volt az egyedüli műsorvezető, ennek a premiere 2015. szeptember 7-én volt.

## Díjak

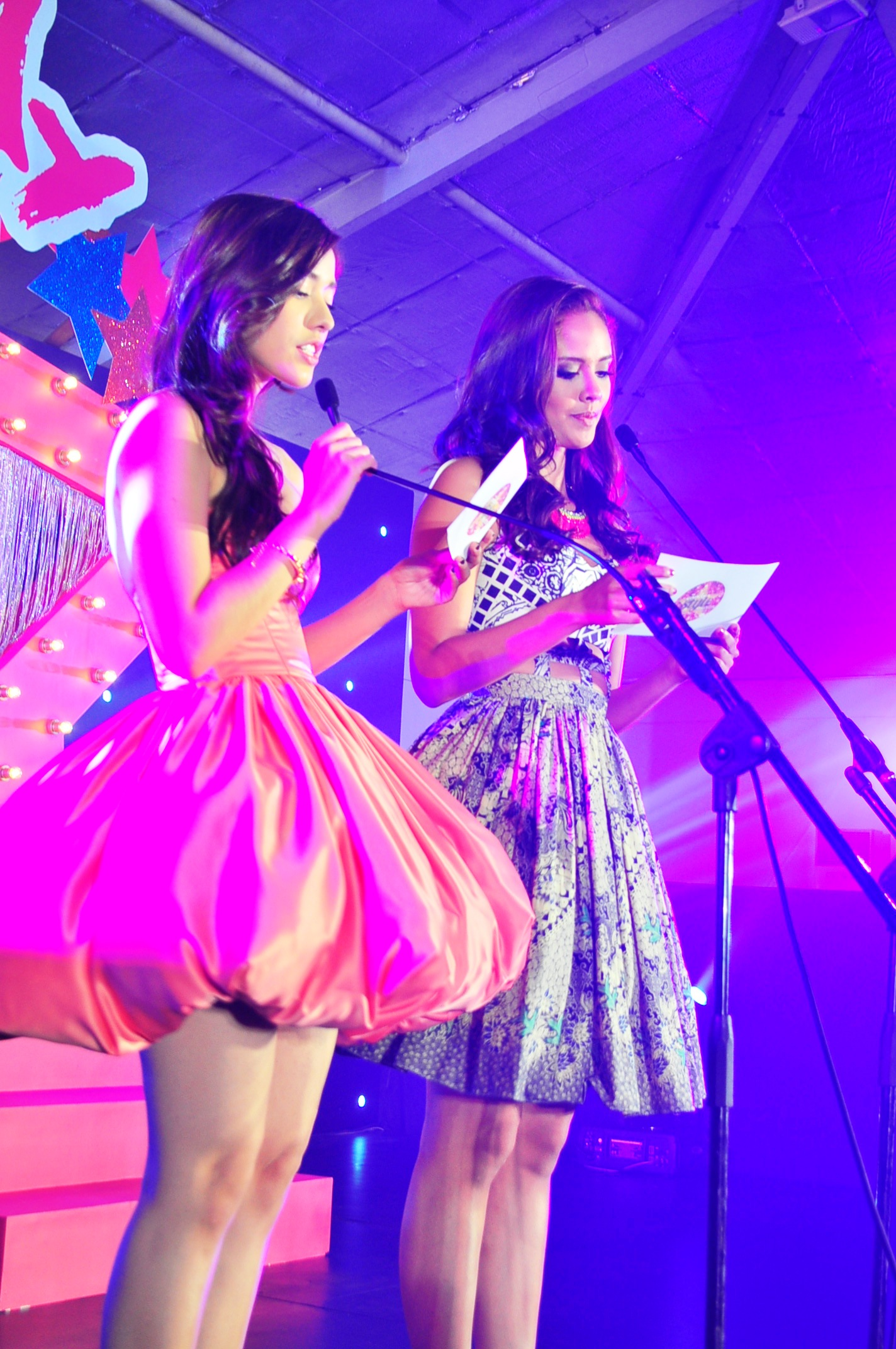
Megan Young és testvére, Lauren

### Miss World Philippines 2013
Elnyerte a Miss World Pilippines 2013 címet és a szépségversenyek koronázási éjszakáján, 2013. augusztus 18-án koronázták meg.

### Miss World 2013
Young az egyetlen Fülöp-szigeteki szépségkirálynő, aki elnyerte a Miss World címet 1951 óta, mióta megalapították a Miss World szépségkirálynő választást. A felkészülés ideje alatt elnyerte a Top Model verseny első helyét, a Multimédia Kihíváson negyedik helyezést ért el és ötödik lett a Beach Beauty versenyen.
Megant választották a Continental Quenn of Beauty cím viselőjévé, mint Miss World Asia 2013 szépségkirálynője, ami a legmagasabb rang Ázsiában.

#### Haiyan tájfun segélyakció
Young visszautazott Londonba, hogy munkájával segítse a napi bulvárlap a The Sun akcióját, akik a Fülöp-szigeteki tájfun túlélőit támogatták.
A Miss World Beauty úgy döntött, hogy az adománygyűjtő szervezet tevékenységét a tájfun áldozatainak segítségére irányítják szerte a világban. Ekkor ellátogatott amerikai városokba, Newark-ba, New Yorkba és Los Angeles-be előadásokat tartani, és szerepelt az ABC csatorna Good Morning America TV műsorába, ahol felhívta a figyelmet az adományozási lehetőségekre. Ezügyben ellátogatott Hong Kongba és Indonéziába is, mielőtt visszautazott saját országába, hogy személyesen szállítsa ki az adományokat.
2013. november 27-én érkezett vissza a Fülöp-szigetekre. A második napján az országban ellátogatott a tájfun által erősen befolyásolt helyekre és szétosztotta az adományokat a Fülöp-szigeteki Vöröskereszttel együtt. Különös figyelmet fordítva a Leyte, Samar és Iloilo tartományokra, ahol hatalmas volt a kár.